# Consequence (rappeur)
Pour les articles homonymes, voir Conséquence.
Consequence, de son vrai nom Dexter Raymond Mills, Jr., né le 14 juin 1977 dans le Queens, New York, est un rappeur, chanteur et producteur américain. Consequence lance sa carrière musicale en 1996, apparaissant sur le quatrième album de A Tribe Called Quest intitulé Beats, Rhymes and Life. En mars 2007, il publie son premier album solo, Don't Quit Your Day Job!, aux labels Columbia Records et GOOD Music. Consequence quitte GOOD Music en 2011.

## Biographie

### Jeunesse
Dexter Raymond Mills grandit dans l'un des endroits les plus pauvres du Queens, à New York. Cousin du rappeur Q-Tip et fan de Rakim, Dexter développe très jeune une passion pour le hip-hop. Les années suivantes, il suivit son cousin et son groupe, A Tribe Called Quest. Peu après, le groupe signa un contrat pour un disque et il fit partie de l'aventure.

### Carrière
Dexter se trouve rapidement un nom de scène, Consequence. En 1993, à l'âge de 16 ans, il fait sa première apparition officielle sur l'album Beats, Rhymes and Life de A Tribe Called Quest. Il voulait continuer de faire de nombreuses apparitions sur les albums et les morceaux du groupe mais après la séparation du groupe en 1998, Consequence est forcé de chercher un label pour continuer sa propre carrière.
Consequence décroche un contrat avec Elektra Records. Il enregistre un album peu convaincant en 2000, mais le label réduit son activité la même année, pour la cesser définitivement en 2004[réf. nécessaire]. En 2004, il pose sur la mixtape Take 'Em to the Cleaners, trouvant ainsi sa voix grâce à Kanye West. Kanye West lui propose ensuite de faire un featuring sur son album The College Dropout,. Il apparaît également sur le second album de Kanye, Late Registration.
En 2005, Kanye signe Consequence sur son label GOOD Music, une branche de Columbia Records. Consequence publie deux ans plus tard, le 6 mars 2007, son premier album solo, Don't Quit Your Day Job,. Les singles extraits de l'album incluent Callin' Me et Grammy Family. L'album atteint la 113e place du Billboard 200 et est positivement accueilli, et son style est comparé[Par qui ?] à celui de Nas[réf. nécessaire]. L'album compte 8 000 exemplaires écoulés la première semaine.
Depuis la sortie de son premier album, Dexter planche sur son second opus intitulé You Win Some, You Lose Some.

## Discographie

### Albums studio
- 2007 : Don't Quit Your Day Job!
- 2009 : You Win Some, You Lose Some

### Mixtapes
- 2002 : The Cons Vol. 1: All Sales are Final
- 2003 : An Evening wit EPC
- 2003 : The Cons Vol. 2: Make the Game Come to You
- 2004 : Take 'Em To The Cleaners
- 2005 : The Cons Vol. 3: Da Comeback Kid
- 2005 : A Tribe Called Quence
- 2006 : The Cons Vol. 4: Finish What You Started
- 2007 : The Cons Vol. 5: Refuse 2 Die

### Singles
- 2000 : Niggas Get the Money EP (non commercialisé - 33 tours en édition limitée)
- 2003 : Turn Ya Self In
- 2005 : Caught Up in the Hype
- 2005 : Niggas Get Knocked
- 2006 : Callin Me
- 2006 : Grammy Family
- 2006 : Waitin on You
- 2007 : Don't Forget 'Em

### Collaborations
- 1993 : A Tribe Called Quest : The Chase, Part II (Remix) (Midnight Marauders)
- 1996 : A Tribe Called Quest : Phony Rappers, Motivators, Jam, Mind Power, Baby Phife's Return, Word Play, Stressed Out (Beats, Rhymes and Life)
- 2004 : Kanye West : Spaceship (The College Dropout)
- 2004 : Rell : Real Love
- 2005 : Common : They Say (version alternative)
- 2005 : Kanye West : Electric Relaxation (Freshmen Adjustment)
- 2005 : Kanye West : Gone (Late Registration)
- 2005 : Miri Ben-Ari : I've Been Waiting on You (The Hip-Hop Violinist)
- 2006 : Couped Up feat. DJ Swivel & Chris Stylez (DJ Whoo Kid - BET Awards Mixtape '06, Clinton Sparks - The Cons Vol. 4)
- 2006 : Talib Kweli & Madlib : Engine Runnin' (Liberation)
- 2007 : Kanye West : The Good, The Bad, and The Ugly (mixtape)
- 2007 : Beyoncé : Suga Mama (Remix)
- 2008 : AZ : Heavy In Da Game
- 2011 : Statik Selektah : I Hear Footsteps (Statik Selektah's : The Lost and Damned EP (Special Edition))